# Felsőnyék
Felsőnyék is een plaats (község) en gemeente in het Hongaarse comitaat Tolna. Felsőnyék telt 1131 inwoners (2001).